# Saint Martin
18°04′0″B 63°03′0″T / 18,06667°B 63,05°T

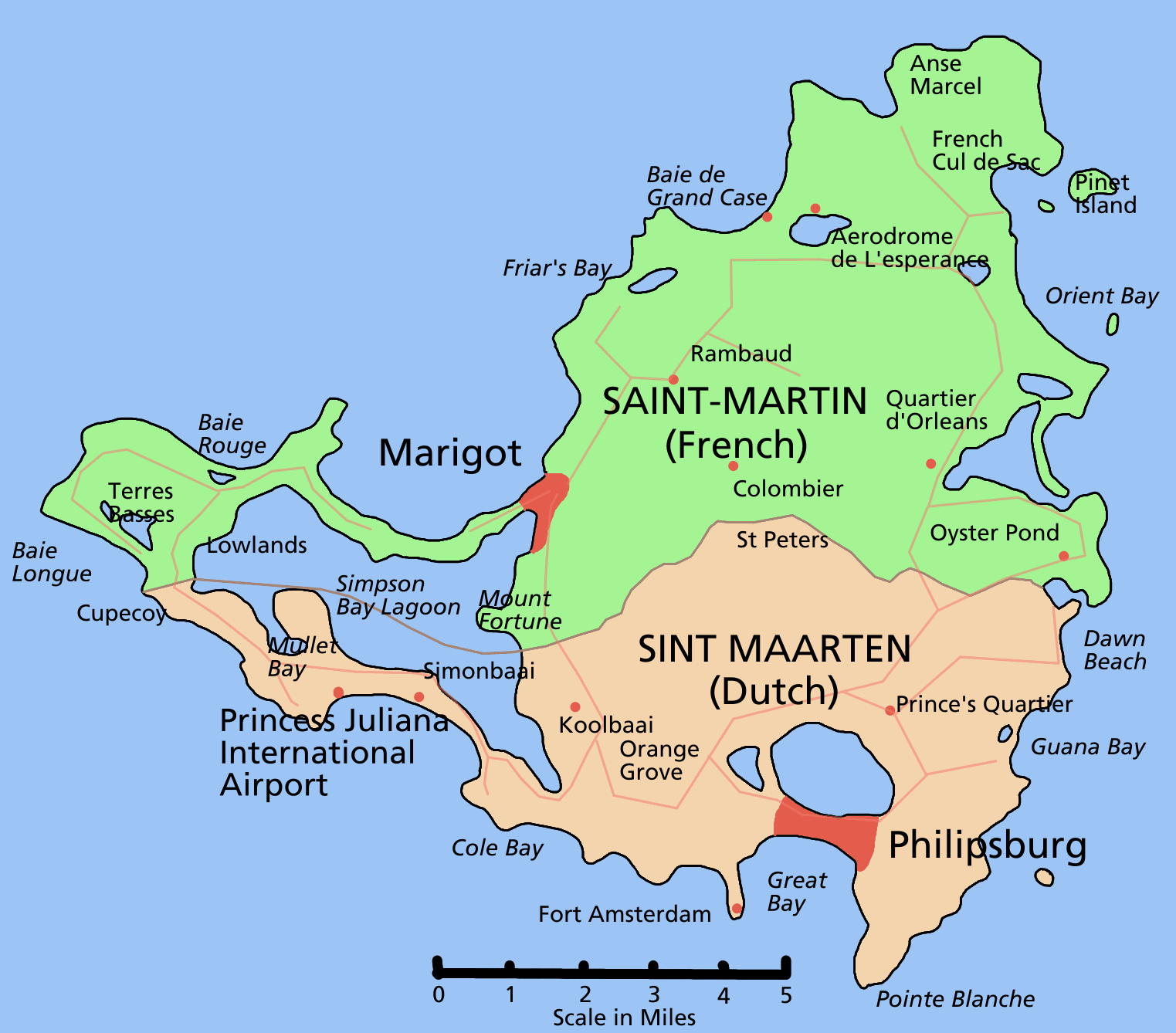
Đảo Saint Martin

Saint Martin là một hòn đảo nhiệt đới, nằm về phía bắc biển Caribê, cách Puerto Rico khoảng 300 km về phía đông. Diện tích toàn đảo là 87 km² được chia theo tỷ lệ 60/40 giữa Pháp (53 km²) và Vương quốc Hà Lan (34 km²);. Đây là hòn đảo trên biển nhỏ nhất được chia đôi bởi hai quốc gia. Nửa phía nam thuộc Hà Lan được gọi là Sint Maarten và là một trong bốn quốc gia cấu thành của Vương quốc Hà Lan. Nửa phía bắc thuộc Pháp gọi là Collectivité de Saint-Martin (Cộng đồng Saint Martin) và là một lãnh thổ hải ngoại của Pháp.
Ngày 1 tháng 1 năm 2007 dân số của toàn bộ hòn đảo là 74.852 người, 38.927 người sống ở phần thuộc Hà Lan, và 35.925 ở phần thuộc Pháp.
Vào ngày 23 tháng 3 năm 1648, Pháp và Cộng hòa Hà Lan đã đồng ý phân chia đảo giữa hai quốc gia với việc ký kết Hiệp ước Concordia. Mặc dù một bên sử dụng tiếng Pháp, một bên sử dụng tiếng Hà Lan và tiếng Anh nhưng một ngôn ngữ địa phương được nói trên cả hai mặt của hòn đảo.

## Khí hậu
| Dữ liệu khí hậu của Saint Martin (Sân bay quốc tế Princess Juliana) 1971–2000 | Dữ liệu khí hậu của Saint Martin (Sân bay quốc tế Princess Juliana) 1971–2000 | Dữ liệu khí hậu của Saint Martin (Sân bay quốc tế Princess Juliana) 1971–2000 | Dữ liệu khí hậu của Saint Martin (Sân bay quốc tế Princess Juliana) 1971–2000 | Dữ liệu khí hậu của Saint Martin (Sân bay quốc tế Princess Juliana) 1971–2000 | Dữ liệu khí hậu của Saint Martin (Sân bay quốc tế Princess Juliana) 1971–2000 | Dữ liệu khí hậu của Saint Martin (Sân bay quốc tế Princess Juliana) 1971–2000 | Dữ liệu khí hậu của Saint Martin (Sân bay quốc tế Princess Juliana) 1971–2000 | Dữ liệu khí hậu của Saint Martin (Sân bay quốc tế Princess Juliana) 1971–2000 | Dữ liệu khí hậu của Saint Martin (Sân bay quốc tế Princess Juliana) 1971–2000 | Dữ liệu khí hậu của Saint Martin (Sân bay quốc tế Princess Juliana) 1971–2000 | Dữ liệu khí hậu của Saint Martin (Sân bay quốc tế Princess Juliana) 1971–2000 | Dữ liệu khí hậu của Saint Martin (Sân bay quốc tế Princess Juliana) 1971–2000 | Dữ liệu khí hậu của Saint Martin (Sân bay quốc tế Princess Juliana) 1971–2000 |
| Tháng                                                                         | 1                                                                             | 2                                                                             | 3                                                                             | 4                                                                             | 5                                                                             | 6                                                                             | 7                                                                             | 8                                                                             | 9                                                                             | 10                                                                            | 11                                                                            | 12                                                                            | Năm                                                                           |
| ----------------------------------------------------------------------------- | ----------------------------------------------------------------------------- | ----------------------------------------------------------------------------- | ----------------------------------------------------------------------------- | ----------------------------------------------------------------------------- | ----------------------------------------------------------------------------- | ----------------------------------------------------------------------------- | ----------------------------------------------------------------------------- | ----------------------------------------------------------------------------- | ----------------------------------------------------------------------------- | ----------------------------------------------------------------------------- | ----------------------------------------------------------------------------- | ----------------------------------------------------------------------------- | ----------------------------------------------------------------------------- |
| Cao kỉ lục °C (°F)                                                            | 32.7 (90.9)                                                                   | 31.6 (88.9)                                                                   | 32.6 (90.7)                                                                   | 33.6 (92.5)                                                                   | 33.5 (92.3)                                                                   | 33.9 (93.0)                                                                   | 34.2 (93.6)                                                                   | 35.1 (95.2)                                                                   | 34.8 (94.6)                                                                   | 34.3 (93.7)                                                                   | 33.9 (93.0)                                                                   | 32.1 (89.8)                                                                   | 35.1 (95.2)                                                                   |
| Trung bình ngày tối đa °C (°F)                                                | 28.6 (83.5)                                                                   | 28.7 (83.7)                                                                   | 29.2 (84.6)                                                                   | 29.8 (85.6)                                                                   | 30.4 (86.7)                                                                   | 31.3 (88.3)                                                                   | 31.6 (88.9)                                                                   | 31.7 (89.1)                                                                   | 31.6 (88.9)                                                                   | 31.2 (88.2)                                                                   | 30.2 (86.4)                                                                   | 29.2 (84.6)                                                                   | 30.3 (86.5)                                                                   |
| Trung bình ngày °C (°F)                                                       | 25.5 (77.9)                                                                   | 25.4 (77.7)                                                                   | 25.7 (78.3)                                                                   | 26.5 (79.7)                                                                   | 27.4 (81.3)                                                                   | 28.2 (82.8)                                                                   | 28.3 (82.9)                                                                   | 28.6 (83.5)                                                                   | 28.5 (83.3)                                                                   | 28.2 (82.8)                                                                   | 27.3 (81.1)                                                                   | 26.1 (79.0)                                                                   | 27.2 (81.0)                                                                   |
| Tối thiểu trung bình ngày °C (°F)                                             | 23.2 (73.8)                                                                   | 23.1 (73.6)                                                                   | 23.5 (74.3)                                                                   | 24.1 (75.4)                                                                   | 25.1 (77.2)                                                                   | 25.2 (77.4)                                                                   | 26.1 (79.0)                                                                   | 26.2 (79.2)                                                                   | 26.0 (78.8)                                                                   | 25.7 (78.3)                                                                   | 24.9 (76.8)                                                                   | 23.9 (75.0)                                                                   | 24.8 (76.6)                                                                   |
| Thấp kỉ lục °C (°F)                                                           | 18.6 (65.5)                                                                   | 19.2 (66.6)                                                                   | 19.5 (67.1)                                                                   | 19.3 (66.7)                                                                   | 20.2 (68.4)                                                                   | 22.3 (72.1)                                                                   | 22.1 (71.8)                                                                   | 21.4 (70.5)                                                                   | 22.0 (71.6)                                                                   | 22.1 (71.8)                                                                   | 21.2 (70.2)                                                                   | 20.0 (68.0)                                                                   | 18.6 (65.5)                                                                   |
| Lượng mưa trung bình mm (inches)                                              | 66.0 (2.60)                                                                   | 50.7 (2.00)                                                                   | 45.2 (1.78)                                                                   | 64.0 (2.52)                                                                   | 93.3 (3.67)                                                                   | 61.8 (2.43)                                                                   | 71.6 (2.82)                                                                   | 98.8 (3.89)                                                                   | 139.6 (5.50)                                                                  | 113.0 (4.45)                                                                  | 149.3 (5.88)                                                                  | 93.8 (3.69)                                                                   | 1.047,1 (41.22)                                                               |
| Số ngày mưa trung bình (≥ 1.0 mm)                                             | 11.9                                                                          | 9.3                                                                           | 9.0                                                                           | 11.8                                                                          | 10.3                                                                          | 8.4                                                                           | 12.2                                                                          | 13.9                                                                          | 13.5                                                                          | 13.8                                                                          | 14.8                                                                          | 13.3                                                                          | 142.0                                                                         |
| Độ ẩm tương đối trung bình (%)                                                | 74.7                                                                          | 74.1                                                                          | 73.6                                                                          | 75.0                                                                          | 75.9                                                                          | 75.1                                                                          | 74.8                                                                          | 75.4                                                                          | 76.3                                                                          | 76.8                                                                          | 77.4                                                                          | 76.6                                                                          | 75.5                                                                          |
| Số giờ nắng trung bình tháng                                                  | 257.2                                                                         | 235.2                                                                         | 271.6                                                                         | 265.4                                                                         | 251.0                                                                         | 245.1                                                                         | 257.2                                                                         | 288.1                                                                         | 232.4                                                                         | 244.6                                                                         | 235.0                                                                         | 246.7                                                                         | 3.009,4                                                                       |
| Phần trăm nắng có thể                                                         | 73.5                                                                          | 72.7                                                                          | 72.2                                                                          | 70.6                                                                          | 62.4                                                                          | 62.0                                                                          | 63.2                                                                          | 67.7                                                                          | 62.8                                                                          | 67.0                                                                          | 68.3                                                                          | 71.4                                                                          | 67.8                                                                          |
| Nguồn: Meteorological Department Curaçao                                      |                                                                               |                                                                               |                                                                               |                                                                               |                                                                               |                                                                               |                                                                               |                                                                               |                                                                               |                                                                               |                                                                               |                                                                               |                                                                               |